# 21814 Шанаволфф
21814 Шанаволфф (21814 Shanawolff) — астероїд головного поясу, відкритий 3 жовтня 1999 року.
Тіссеранів параметр щодо Юпітера — 3,622.